# Jörg Dürmüller
Jörg Dürmüller (Berna, 28 agosto 1959) è un tenore classico svizzero, attivo nei concerti e nelle opere liriche.

## Biografia
Dürmüller ha studiato violino e canto al Conservatorio di Winterthur e ha preso corsi di perfezionamento vocale con Edith Mathis, Christa Ludwig ed Hermann Prey.
Come cantante da concerto Dürmüller è apparso come l'Evangelista nelle Passioni di Bach e nelle sue cantate. Ha preso parte al progetto di Ton Koopman per registrare le opere vocali complete di Johann Sebastian Bach con l'Amsterdam Baroque Orchestra & Choir. Egli è anche un solista nel progetto in corso Dietrich Buxtehude - Opera Omnia dello stesso gruppo, per registrare l'opera omnia di Dietrich Buxtehude. Ha cantato la parte del tenore ne La Creazione di Haydn al Rheingau Musik Festival 2009 sotto Enoch zu Guttenberg.
Sui palcoscenici d'opera è stato impegnato prima a Bielefeld nel 1987 per cinque anni e alla Wiener Volksoper dal 1997, dove è apparso in opere di Mozart, come Tamino ne Il flauto magico, Ferrando in Così fan tutte e Ottavio nel Don Giovanni, e come Don Ramiro in La Cenerentola di Rossini. Come artista freelance si è esibito alla Komische Oper di Berlino, tra gli altri.

## Registrazioni
Le registrazioni di Dürmüller sono state pubblicate da Virgin Classics, Harmonia Mundi, Deutsche Grammophon, Orfeo International Music Munich, and Erato.